# 구사카베정 (야마나시현)
구사카베정(日下部町)은 야마나시현 히가시야마나시군에 있던 정이다. 현재의 야마나시시 중심부의 북쪽, 야마나시 시청 주변 및 주오본선 히가시야마나시역 북쪽 일대에 해당한다.

## 역사
- 1875년 2월 - 야마나시군 4개 촌이 합병해 구사카베촌이 성립하였다.
- 1878년 7월 22일 - 군구정촌편직법에 의해 구사카베촌은 히가시야마나시군에 소속되었다.
- 1889년 7월 1일 - 정촌제 시행에 의해 구사카베촌이 단독으로 지자체를 형성하였다.
- 1932년 12월 1일 - 구사카베촌이 정으로 승격해 구사카베정이 되었다.
- 1954년 7월 1일 -  야마나시촌, 야와타촌, 이와데촌, 고야시키촌, 히카와촌과 합병해 야마나시시가 성립하여, 동일구사카베정은 폐지되었다.

## 교통

### 철도
현재는 구촌 지역에 주오본선 히가시야마나시역이 있지만, 당시에는 미개업 상태였다. 본촌의 이름을 딴 구사카베역(현 야마나시시역)은 가노이와정에 위치했다.

## 참고문헌
- 角川日本地名大辞典 19 山梨県